# جرافة انزلاقية التوجيه

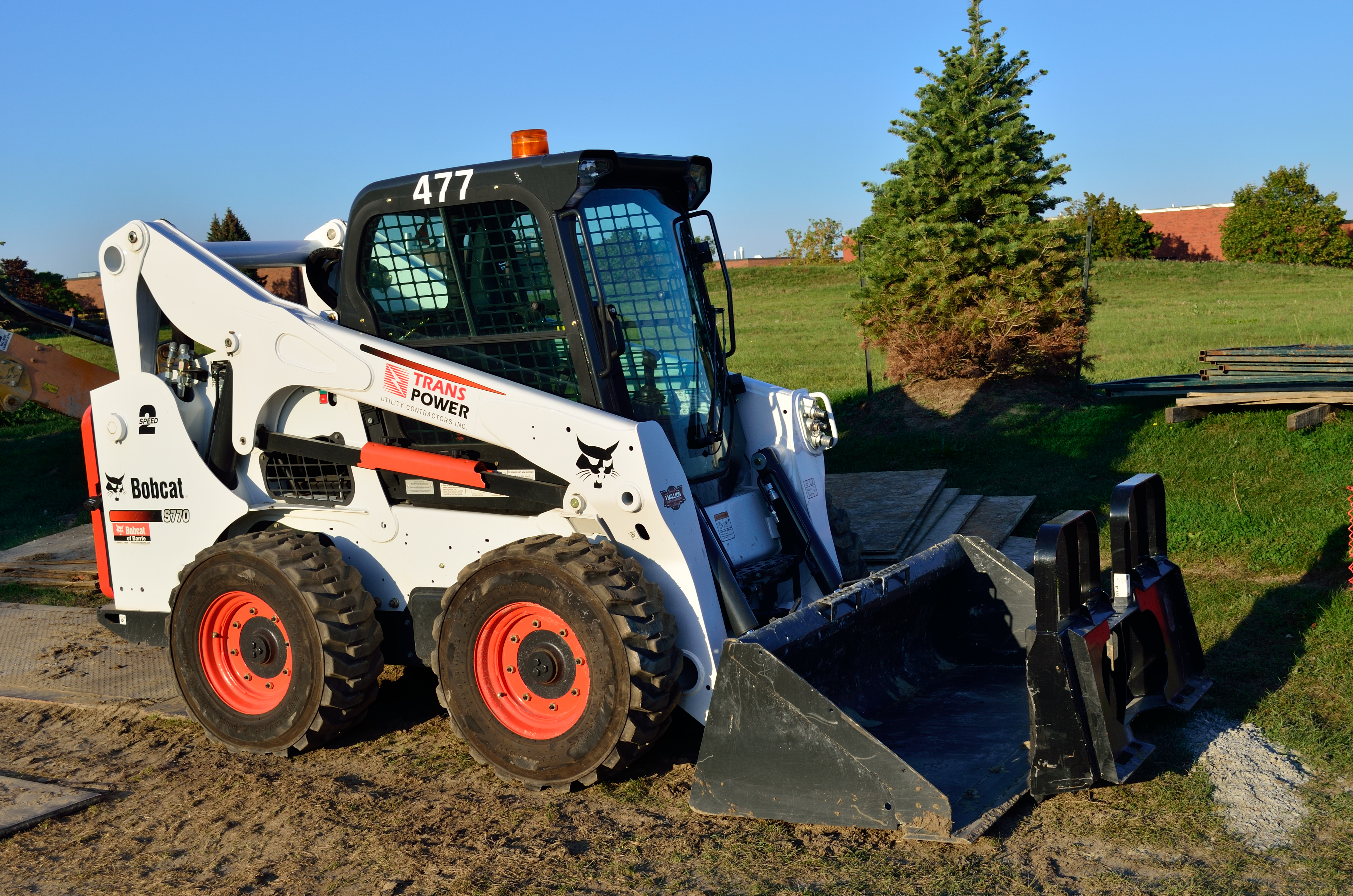
جرافة انزلاقية التوجيه.

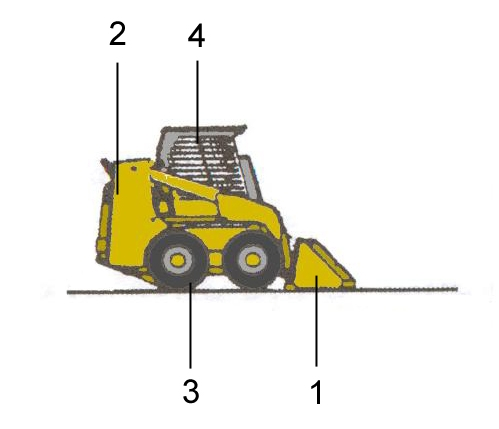
جرافة انزلاقية التوجيه.

الجرافة انزلاقية التوجيه هي آلة ونوع صغير من أنواع الجرافات صغيرة الحجم، لها إطار صلب، وتعمل بمحرك مع أذرع رفع، وتُستخدم في إرفاق مجموعة واسعة من أدوات أو ملحقات توفير العمالة.
عادةً ما تكون الجرافة انزلاقية التوجيه ذات عجلات رباعية مقفلة آلياً في المزامنة على كل جانب، حيث يمكن قيادة عجلات القيادة على الجانب الأيسر بشكل مستقل عن عجلات القيادة على الجانب الأيمن. لا تحتوي العجلات عادةً على آلية توجيه منفصلة وتقيم محاذاة مستقيمة ثابتة على جسم الجرافة. يتم تحقيق التحول عن طريق التوجيه التفاضلي، حيث يتم تشغيل أزواج العجلات اليمنى بسرعات مختلفة، وتتحول الجرافة عن طريق السحب أو سحب عجلات التوجيه الثابتة الخاصة بها عبر الأرض. إن الإطار الصلب للغاية ومحامل العجلات القوية تمنع قوى الالتواء الناتجة عن حركة السحب هذه من إتلاف الجرافة. كما هو الحال مع المركبات التي يتم تعقبها، يمكن أن يؤدي الاحتكاك المرتفع الناتج عن توجيهات الانزلاق إلى تشتيت أسطح الطرق الناعمة أو الهشة. يمكن تحويلها إلى احتكاك أرضي منخفض باستخدام عجلات مصممة خصيصاًلهذا الأمر. جرافات انزلاقية التوجيه قادرة على الدوران بنصف قطرها، مما يجعلها ذات قدرة فائقة على المناورة وقيمة للتطبيقات التي تتطلب ألات صغيرة كالأماكن الضيقة. في بعض الأحيان، يتم تجهيز هذا النوع من الجرفات الجنازير كالدبابات بدلاً من العجلات، وتعرف هذه العربة بأنها جرافة انزلاقة التوجيه متعدد التضاريس.
وعلى عكس الجرافة الأمامية التقليدية، فإن أذرع الرفع في هذا النوع الجرافات تكون إلى جانب السائق بنقاط محورية، خلف أكتاف السائق.